# Karel II van Monaco
Karel II Grimaldi (26 januari 1555 – 18 mei 1589) was heer van Monaco van 1581 tot zijn dood. Hij was een zoon van Honorius I van Monaco en Isabella Grimaldi.
Karel bleef ongehuwd en werd opgevolgd door zijn broer Hercules.
Reinier I · Karel I, Anton, Reinier II en Gabriël · Lodewijk en Jan I · Lodewijk · Ambrosius en Jan I · Jan I · Catalanus · Claudine · Lambert · Jan II · Lucianus · Augustinus · Honorius I · Karel II · Hercules · Honorius II · Lodewijk I · Anton I · Louise Hippolyte · Jacobus I · Honorius III · Honorius IV · Honorius V · Florestan I · Karel III · Albert I · Lodewijk II · Reinier III · Albert II